# Donald Barry
Pour les articles homonymes, voir Barry.
Donald Michael Barry DeAcosta, né le 11 janvier 1912 à Houston (Texas), mort le 17 juillet 1980 à Los Angeles – Quartier d'Hollywood (Californie), est un acteur et réalisateur américain.
Il est généralement crédité Donald Barry ou Don « Red » Barry.

## Biographie

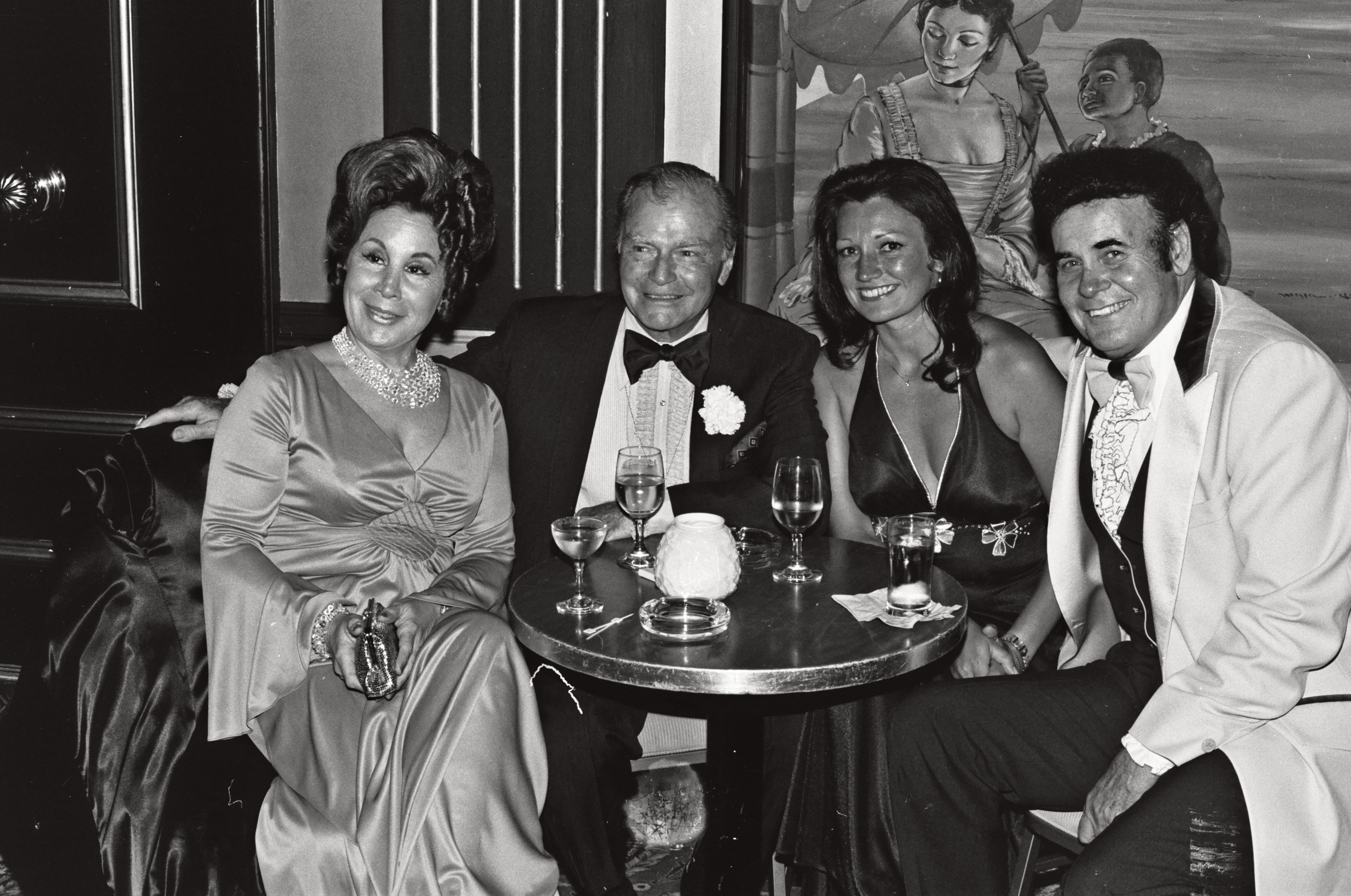
De g. à d. : inconnue, Donald Barry, son épouse Barbara et Sunset Carson, en 1979

Au cinéma, Donald Barry contribue à cent-quarante-et-un films – majoritairement américains –, les deux premiers sortis en 1933 (dont Carioca de Thornton Freeland, avec Fred Astaire et Ginger Rogers).
Son dernier film est Back Roads de Martin Ritt (avec Sally Field et Tommy Lee Jones), sorti le 13 mars 1981, près de huit mois après sa mort, par suicide à son domicile d'Hollywood.
Fait particulier, il tourne de nombreux westerns, notamment des séries B produites par Republic Pictures, comme À la poursuite de Jesse James (en) de Joseph Kane (1939, avec Roy Rogers et Gabby Hayes), où il personnifie Jesse James. Notons qu'il reprend ce rôle dans son unique film comme réalisateur, Jesse James' Women (1954, avec Jack Buetel incarnant Frank James et Peggie Castle).
Parmi ses autres films notables, mentionnons Seuls les anges ont des ailes d'Howard Hawks (1939, avec Cary Grant et Jean Arthur), Sept Hommes à abattre de Budd Boetticher (1956, avec Randolph Scott et Gail Russell), Alvarez Kelly d'Edward Dmytryk (1966, avec William Holden et Richard Widmark) et L'Inévitable Catastrophe d'Irwin Allen (1978, avec Michael Caine et Katharine Ross).
Pour la télévision, Donald Barry apparaît dans onze téléfilms, le premier étant La Chasse infernale de Bernard Girard (avec Burt Reynolds et Melvyn Douglas), diffusé en 1970 ; le dernier est diffusé en 1980, année de sa mort.
Mais surtout, il collabore entre 1954 et 1980 à quatre-vingt-dix-sept séries, dont Maverick (cinq épisodes, 1959-1961), Le Virginien (huit épisodes, 1963-1969), ou encore La Petite Maison dans la prairie (six épisodes, 1976-1979).

## Filmographie partielle
(comme acteur, sauf mention complémentaire)

### Au cinéma
(films américains, sauf mention contraire)
- 1933 : La Loi de Lynch (This Day and Age) de Cecil B. DeMille : un étudiant
- 1933 : Carioca (Flying Down to Rio) de Thornton Freeland : un danseur
- 1936 : Night Waitress (en) de Lew Landers : Mario Rigo
- 1937 : La Femme que j'aime (The Woman I Love) de Anatole Litvak : Michel
- 1937 : Les Cadets de la mer (Navy Blue and Gold) de Sam Wood : Mason
- 1937 : Rue sans issue (Dead End) de William Wyler : Dr Flynn
- 1938 : La Foule en délire (The Crowd Roars) de Richard Thorpe : Pete Mariola
- 1938 : Malfaiteurs au paradis (Sinners in Paradise) de James Whale : Jessup
- 1938 : Le Duc de West Point (The Duke of West Point) d'Alfred E. Green : Grady
- 1939 : La Patrouille de Panama (en) (Panama Patrol) de Charles Lamont : Lieutenant Loring
- 1939 : Seuls les anges ont des ailes (Only Angels Have Wings) d'Howard Hawks : Tex
- 1939 : Le Bandit du Wyoming (Wyoming Outlaw) de George Sherman : Will Parker
- 1939 : À la poursuite de Jesse James (en) (Days of Jesse James) de Joseph Kane : Jesse James
- 1939 : On demande le docteur Kildare (Calling Dr Kildare) d'Harold S. Bucquet : Collins
- 1939 : Sous faux pavillon (Calling All Marines) de John H. Auer
- 1940 : Texas Terrors de George Sherman : Bob Millbourne / Robert Mills
- 1940 : Adventures of Red Ryder (en) de William Witney et John English (serial) : Red Ryder
- 1940 : Ghost Valley Raiders de George Sherman : Tim Brandon
- 1940 : One Man's Law de George Sherman : Jack Summers
- 1940 : The Tulsa Kid de George Sherman : Tom Benton alias le Tulsa Kid
- 1940 : Frontier Vengeance de George Sherman : Jim Sanders
- 1941 : Death Valley Outlaws de George Sherman : Johnny Edwards
- 1941 : Père contre fils (Wyoming Wildcat) de George Sherman : Bill Gannon
- 1941 : Le Cavalier fantôme (The Phantom Cowboy) de George Sherman : Jim Lawrence
- 1941 : Two Gun Sheriff de George Sherman : Jim McKinnon the Sundown Kid / Bruce McKinnon
- 1941 : Desert Bandit de George Sherman de George Sherman : Bob Crandall
- 1941 : La Vengeance de Cliff Dixon (A Missouri Outlaw) de George Sherman : Cliff Dixon
- 1941 : Kansas Cyclone de George Sherman : Jim Randall
- 1941 : Apache Kid, le Cow-boy fantôme (The Apache Kid)  de George Sherman : Pete Dawson alias The Apache Kid
- 1942 : Remember Pearl Harbor de Joseph Santley : Soldat Steve « Lucky » Smith
- 1942 : Apache Kid, le Cow-boy fantôme (Arizona Terrors) de George Sherman
- 1942 : Outlaws of Pine Ridge de William Witney : Chips Barrett
- 1942 : Stagecoach Express de George Sherman : Dave Gregory
- 1942 : The Traitor Within de Frank McDonald : Sam Starr
- 1942 : Jesse James, Jr. de George Sherman : Johnny Barrett
- 1942 : The Cyclone Kid de George Sherman : Johnny Dawson
- 1942 : The Sundown Kid d'Elmer Clifton : Red Tracy / Brennan
- 1942 : The Sombrero Kid de George Sherman : Jerry Holden
- 1943 : Dead Man's Gulch (en) de John English : Tennessee Colby
- 1943 : Carson City Cyclone (en) d'Howard Bretherton : Gilbert Phalen
- 1943 : The West Side Kid de George Sherman : Johnny April
- 1944 : Prisonniers de Satan (The Purple Heart) de Lewis Milestone : Lieutenant Peter Vincent
- 1944 : My Buddy (en) de Steve Sekely : Eddie Ballinger
- 1944 : Outlaws of Santa Fe (en) d'Howard Bretherton : Bob Conroy / Bob Hackett
- 1945 : Bells of Rosita de Frank McDonald : Don Barry
- 1946 : The Last Crooked Mile de Philip Ford : Tom Dwyer
- 1946 : Plainsman and the Lady de Joseph Kane : Feisty
- 1946 : Out California Way (en) de Lesley Selander : Don Barry
- 1947 : That's My Gal de George Blair : Benny Novak
- 1948 : Train to Alcatraz de Philip Ford : Doug Forbes
- 1948 : Madonna of the Desert (en) de George Blair : Tony French
- 1949 : Ringside de Frank McDonald : Mike O'Hara / King Cobra
- 1949 : The Dalton Gang (en) de Ford Beebe : Marshal Larry West / Rusty Stevens
- 1949 : Square Dance Jubilee (it) de Paul Landres : Don Blake
- 1949 : Tough Assignment (en) de William Beaudine : Dan Reilly

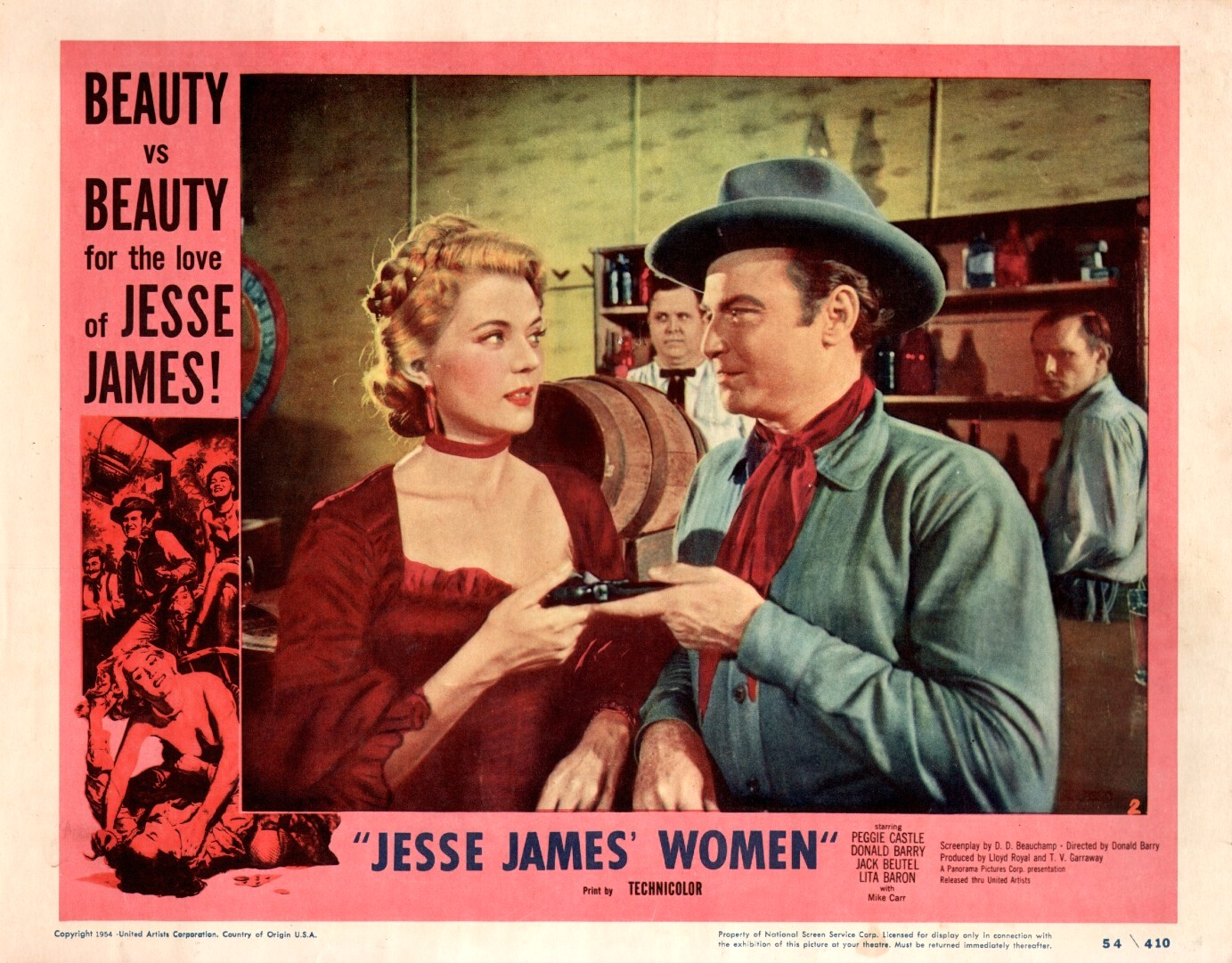
Avec Peggie Castle, dans Jesse James' Women (1954, acteur et réalisateur, poster promotionnel)

- 1950 : J'ai tué Billy le Kid (I Shot Billy the Kid) de William Berke : William H. Boney « Billy the Kid »
- 1951 : My Outlaw Brother d'Elliott Nugent : Hank
- 1954 : Untamed Hairess de Charles Lamont : Mike « Spider » Lawrence
- 1954 : Jesse James' Women de Donald Barry : Jesse James / J. Woodsen (+ réalisateur)
- 1955 : Une femme en enfer (I'll Cry Tomorrow) de Daniel Mann : Jerry
- 1955 : The Twinkle in God's Eye (it) de George Blair : Dawson
- 1956 : Sept Hommes à abattre (Seven Men from Now) de Budd Boetticher : Clete
- 1957 : Gun Duel in Durango (en) de Sidney Salkow : Larry
- 1958 : Frankenstein contre l'homme invisible (Frankenstein 1970) d'Howard W. Koch : Douglas Row
- 1958 : China Doll de Frank Borzage : Hal Foster
- 1959 : La Rafale de la dernière chance (en) (The Last Mile) d'Howard W. Koch : Drake
- 1959 : L'Homme aux colts d'or (Warlock) d'Edward Dmytryk : Edward Calhoun
- 1960 : Walk Like a Dragon de James Clavell : Cabot
- 1960 : L'Inconnu de Las Vegas (Ocean's Eleven) de Lewis Milestone : McCoy
- 1962 : La Rue chaude (Walk on the Wild Side) d'Edward Dmytryk : un docker
- 1963 : Le Motel du crime (Twilight of Honor) de Boris Sagal : Judson Elliot
- 1964 : Les Ambitieux (The Carpetbaggers) de Lesley Selander : L'ingénieur du son
- 1964 : Condamné à être pendu (Law of the Lawless) de William F. Claxton : Un frère Johnson
- 1964 : L'Enfer des marines (Iron Angel) de Ken Kennedy
- 1965 : Sur la piste des Apaches (Apache Uprising) de R. G. Springsteen : Henry Belden
- 1965 : Quand parle la poudre (Town Tamer) de Lesley Selander : Tex
- 1965 : Convict Stage de Lesley Selander : Marshal Jethro Karnin
- 1966 : Alvarez Kelly d'Edward Dmytryk : Lieutenant Farrow
- 1967 : Fort Utah de Lesley Selander : Harris
- 1967 : Fort Bastion ne répond plus (Red Tomahawk) de R. G. Springsteen : Bly
- 1968 : Bandolero ! d'Andrew V. McLaglen : Jack Hawkins
- 1968 : Shalako d'Edward Dmytryk (film germano-britannique) : Buffalo
- 1970 : Un beau salaud (Dirty Dingus Magee) de Burt Kennedy : Un tireur
- 1970 : Rio Lobo d'Howard Hawks : Feeny
- 1971 : Johnny s'en va-t-en guerre (Johnny Got His Gun) de Dalton Trumbo : Jody Simmons
- 1971 : Le Dernier Train pour Frisco (One More Train to Rob) d'Andrew V. McLaglen : rôle non-spécifié
- 1972 : Junior Bonner, le dernier bagarreur (Junior Bonner) de Sam Peckinpah : Homer Rutledge
- 1975 : Boss Nigger de Jack Arnold : rôle non-spécifié
- 1975 : L'Infirmière de la compagnie casse-cou (Whiffs) de Ted Post : Sgt. Post
- 1975 : La Cité des dangers (Hustle) de Robert Aldrich : Le barman de l'aéroport
- 1976 : C'est arrivé entre midi et trois heures (From Noon Till Three) de Frank D. Gilroy : Red Roxy
- 1977 : Orca de Michael Anderson : Un docker
- 1978 : Tête brûlée et pied tendre (Hot Lead and Cold Feet) de Robert Butler : Le barman
- 1978 : Docteur Dracula (en) de Paul Aratow et Al Adamson : Elliot
- 1978 : L'Inévitable Catastrophe (The Swarm) d'Irwin Allen : Pete Harris
- 1978 : La Fureur du danger (Hooper) d'Hal Needham : Le shérif
- 1981 : Back Roads (Back Roads) de Martin Ritt : Pete

### À la télévision
Séries
- 1955 : Histoires du siècle dernier (Stories of the Century)
  - Saison 2, épisode 11 Milt Sharp de Franklin Adreon : rôle-titre
- 1955 : Badge 714 ou Coup de filet (Dragnet)
  - Saison 5, épisode 6 The Big Gap (Parker Cleaver) de Jack Webb et épisode 8 The Big Glasses (Mike Armstrong) de Jack Webb
- 1956 : Le Choix de... (Screen Directors Playhouse)
  - Saison unique, épisode 31 The Carroll Formula de Tay Garnett : un soldat
- 1958 : Cheyenne
  - Saison 3, épisode 18 Dead to Rights de Leslie H. Martinson : Shorty Jones
- 1958-1959 : Sugarfoot
  - Saison 1, épisode 10 Bullet Proof (1958) de Franklin Adreon : Tanner
  - Saison 2, épisode 5 The Canary Kid (1958) et épisode 11 The Return of the Canary Kid (1959) : Arkansas
  - Saison 3, épisode 1 The Trial of the Canary Kid (1959) : Arkansas
- 1959-1961 : Maverick
  - Saison 2, épisode 25 Betrayal (1959) de Leslie H. Martinson : Le shérif
  - Saison 3, épisode 3 The Sheriff of Duck 'n' Shoot (1959 - Fred Leslie) de George Waggner et épisode 24 The Resurrection of Joe November (1960 - Willie Saffron) de Leslie Goodwins
  - Saison 4, épisode 4 Arizona Black Maria (1960 - Abe « le malhonnête ») de Lew Landers et épisode 22 Last Stop : Oblivion (1961 - Smith)
- 1959-1962 : 77 Sunset Strip
  - Saison 1, épisode 31 Downbeat (1959) : Rock
  - Saison 2, épisode 7 The Treehouse Caper (1959 - Shorty Adams) de George Waggner et épisode 19 Who Killed Cock Robin ? (1960 - Barnaby)
  - Saison 4, épisode 20 The Bridal Trail Caper (1962) de Gene Reynolds : Frank Sully
- 1959-1963 : Laramie
  - Saison 1, épisode 10 The General Must Die (1959) de Francis D. Lyon : Colin
  - Saison 4, épisode 26 Broken Honor (1963) de William Witney : Dave Brynie
- 1960 : Bat Masterson
  - Saison 2, épisode 13 The Pied Piper of Dodge City d'Alan Crosland Jr. : Luke Short
- 1960 : Peter Gunn
  - Saison 2, épisode 38 Baby Shoes d'Alan Crosland Jr. : Ernie Graves
- 1961 : Rawhide
  - Saison 3, épisode 25 L'Homme en fuite (Incident of the Running Man) de Jus Addiss : Grut
- 1962 : Échec et mat (Checkmate)
  - Saison 2, épisode 25 Ride a Wild Horse : Kyle Horgan
- 1963 : Sur le pont, la marine ! (McHale's Navy)
  - Saison 1, épisode 16 The Ensign Gets a Zero : Capitaine Kittridge
- 1963-1969 : Le Virginien (The Virginian)
  - Saison 1, épisode 24 The Golden Door (1963) de John Brahm : Shorty Downs
  - Saison 2, épisode 9 Run Quiet (1963) d'Herschel Daugherty : Dugan
  - Saison 3, épisode 3 The Black Stallion (1964) : Slaughter
  - Saison 4, épisode 4 The Claim (1965) de Bernard L. Kowalski : rôle non-spécifié
  - Saison 5, épisode 23 Doctor Pat (1967) de Don McDougall : Charles Coulter
  - Saison 7, épisode 2 Silver Image (1968 - Carstairs) de Don McDougall et épisode 21 Eileen (1969 - Hutton)
  - Saison 8, épisode 8 The Substitute (1969) : Jake
- 1963-1973 : Gunsmoke ou Police des plaines (Gunsmoke ou Marshal Dillon)
  - Saison 8, épisode 18 The Renegades (1963) d'Andrew V. McLaglen : McIver
  - Saison 18, épisode 17 Shadler (1973) d'Arnold Laven : Dobson
- 1964 : Perry Mason, première série
  - Saison 7, épisode 24 The Case of the Simple Simon : Red Doyle
- 1964 : Le Fugitif (The Fugitive)
  - Saison 2, épisode 9 Escape into Black de Jerry Hopper : Le caissier
- 1964-1966 : Bonanza
  - Saison 6, épisode 14 The Saga of Squaw Charlie (1964) de William Witney : Bud Claggett
  - Saison 8, épisode 3 A Time to Step Down (1966) de Paul Henreid : Temple
- 1965 : Les Monstres (The Munsters)
  - Saison 2, épisode 3 Les Monstres au Far West (Bronco Bustin' Munster) d'Ezra Stone : Ted
- 1966 : Le Cheval de fer (Iron Horse)
  - Saison 1, épisode 11 Explosion at Waycrossing : Orrin
- 1966 : Laredo
  - Saison 2, épisode 14 Leave It to Dixie d'Abner Biberman : Sam Dixie
- 1966-1967 : Batman
  - Saison 1, épisode 27 La Malédiction de nuit (The Curse of Tut, 1966) et épisode 28 La Statue qui parle (The Pharaoh's in a Rut, 1966) : Le Grand Vizir
  - Saison 2, épisode 55 La Veuve noire frappe encore (Black Widow Strikes Again, 1967) d'Oscar Rudolph et épisode 56 Dans les filets de la Veuve noire (Caught in the Spider's Den, 1967) d'Oscar Rudolph : La mygale
- 1967 : Hondo
  - Saison unique, épisode 3 Le Fil qui chante (Hondo and the Singing Wire) de William Witney : Sergent Daniels
- 1967-1969 : Les Mystères de l'Ouest (The Wild Wild West)
  - Saison 2, épisode 28 La Nuit des bandits (The Night of the Bogus Bandits, 1967) : Rainey
  - Saison 4, épisode 17 La Nuit du trésor (The Night of the Sabatini Death, 1969) : Farnsworth
- 1968 : Opération vol (It Takes a Thief)
  - Saison 1, épisode 1 (pilote) A Thief Is a Thief : Capitaine de la compagnie aérienne
- 1968 : Cimarron (Cimarron Strip)
  - Saison unique, épisode 21 The Blue Moon Train de Gerald Mayer : Elza Kedge
- 1968-1969 : Les Bannis (The Outcasts)
  - Saison unique, épisode 11 The Bounty Children (1968 - Ragan) de Marc Daniels et épisode 25 La Longue Chevauchée (The Long Ride, 1969 - Le meneur) de Robert Butler

- 1969 : Daniel Boone

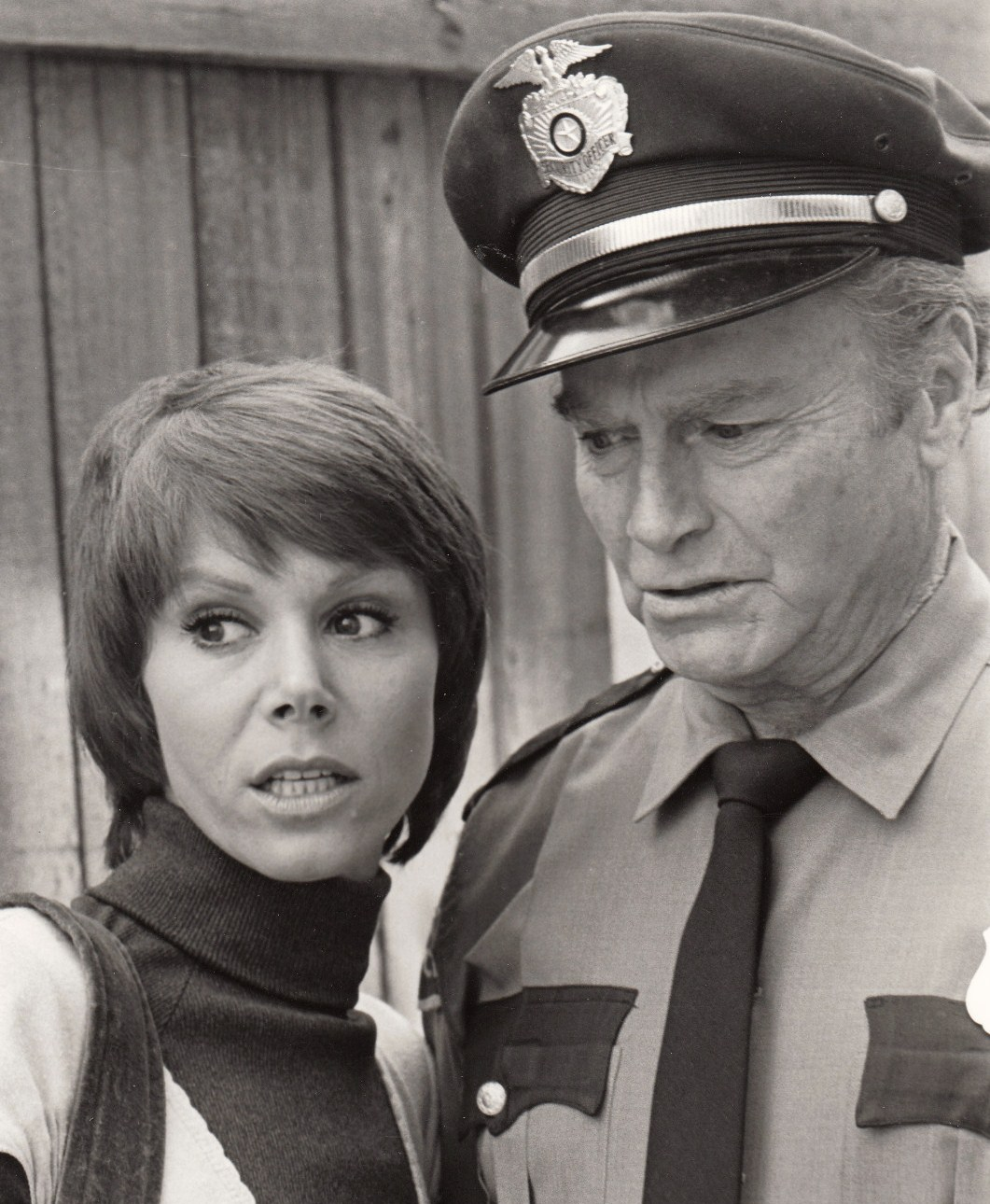
Avec Judy Carne, dans L'Homme de fer, épisode Once More for Joey (1974, photo promotionnelle)

  - Saison 5, épisode 19 A Touch of Charity : Amos
- 1969-1974 : L'Homme de fer (Ironside)
  - Saison 3, épisode 5 Une balle pour Marc (A Bullet for Mark, 1969) de Richard Benedict : Paul Farrell
  - Saison 5, épisode 9 Bon samaritain (Good Samaritan, 1971) de Leslie H. Martinson : Harry Wilke
  - Saison 7, épisode 16 Once More for Joey (1974 - Prudy), épisodes 24 et 25 Amy Prentiss, 1re et 2e parties (1974 - Lieutenant Pierce), de Boris Sagal
  - Saison 8, épisode 16 The Faded Image : Capitaine Dennis Barnes
- 1972 : Sur la piste du crime (The F.B.I.)
  - Saison 7, épisode 21 The Set-Up de Seymour Robbie : Davy Harrods
- 1972 : Docteur Marcus Welby (Marcus Welby, M.D.)
  - Saison 3, épisode 22 Don't Talk About Darkness : Al Karlovic
- 1972-1973 : Ghost Story
  - Saison 1, épisode 9 Cry of the Cat (1972) de Arnold Laven : Le premier cowboy
  - Saison 1, épisode 19 Graveyard Shift (1973) de Don McDougall : Charlie Durham
- 1974-1976 : Police Story
  - Saison 1, épisode 14 Cop in the Middle (1974) de Gary Nelson : Wolfe
  - Saison 3, épisode 17 50 Cents-First Half Hour, $1.75 All Day (1976) : Chef Robinson
  - Saison 4, épisode 7 Thanksgiving (1976) de Jerry London : Popeye
- 1974-1978 : Sergent Anderson (Police Woman)
  - Saison 1, épisode 6 Le Sadique du rasoir (Anatomy of Two Rapes, 1974) de Barry Shear : Ted
  - Saison 2, épisode 11 La Purge (The Purge, 1975) d'Alvin Ganzer : Lieutenant Bocina
  - Saison 3, épisode 20 Solitaire (1977) : rôle non-spécifié
  - Saison 4, épisode 7 Joyeux Noël Waldo (Merry Christmas Waldo, 1977 - Capitaine Red Barnes), épisode 11 Tigress (1978 - rôle non-spécifié), épisode 15 Le Sixième Sens (Sixth Sense, 1978 - Capitaine Red Barnes) de David Moessinger et épisode 18 Expédition punitive (Battered Teachers, 1978 - rôle non-spécifié) d'Alvin Ganzer
- 1975 : La Famille des collines (The Waltons)
  - Saison 3, épisode 15 The Lie de Jack Shea : Shérif-adjoint Pete Wallace
- 1975 : Dossiers brûlants (Kolchak : The Night Stalker)
  - Saison unique, épisode 12 Prénom R.I.N.G. (Mr. Ring) de Gene Levitt : Tyrell
- 1975 : Petrocelli
  - Saison 2, épisode 1 Death Ride : Vern
- 1975 : Baretta
  - Saison 2, épisode 4 Nobody in a Nothing Place d'Arnold Laven : Eddie
- 1976 : La Côte sauvage (Barbary Coast)
  - Saison unique, épisode 12 Mary Had More Than a Little : Paddington
- 1976 : Sur la piste des Cheyennes (The Quest)
  - Saison unique, épisode 5 Day of Outrage : Juge Barton
- 1976-1979 : La Petite Maison dans la prairie (Little House on the Prairie)
  - Saison 3, épisode 8 Fred (1976) de William F. Claxton : Rufe Parsons
  - Saison 4, épisode 5 Les Loups (The Wolves, 1977) de Michael Landon : Jud Larabee
  - Saison 5, épisodes 12 et 13 Le Voyage, 1re et 2e parties (Blind Journey, Parts I & II) de William F. Claxton, épisode 15 L'Artisan (The Craftsman, 1979) de Michael Landon et épisode 20 L'Incendiaire (Barn Burner, 1979) de Michael Landon : Jud Larabee
- 1977 : L'Homme qui valait trois milliards (The Six Million Dollar Man)
  - Saison 4, épisode 17 Les Feux de l'enfer (The Fires of Hell) : Howie
- 1977 : Super Jaimie (The Bionic Woman)
  - Saison 2, épisode 17 Sosie bionique, 2e partie (Deadly Ringer, Part II) : Woody
- 1978-1980 : Chips (CHiPs)
  - Saison 1, épisode 19 Régime jockey (Crash Diet, 1978) de Don McDougall : un camionneur
  - Saison 2, épisode 14 Un travail de tout repos (Repo Man, 1979) de John Florea : Frank Taylor
  - Saison 3, épisode 16 Attention danger (Jailbirds, 1980) : Marty Ballard
- 1979 : Quincy (Quincy, M.E.)
  - Saison 5, épisode 2 Dead Last de Ray Danton : Charlie Turner
- 1980 : Drôles de dames (Charlie's Angels)
  - Saison 4, épisode 16 Mais qui a disparu ? (One of Our Angels Is Missing) d'Allen Baron : Harry Silvers
- 1980 : Côte Ouest (Knots Landing), feuilleton
  - Saison 1, épisode 5 Le Cercle brisé (Will the Circle Be Unbroken) de David Moessinger : Jeremiah Clemmons

Téléfilms
- 1970 : La Chasse infernale (Hunters Are for Killing) de Bernard Girard : Hank Phillips
- 1972 : The Eyes of Charles Sand de Reza Badiyi : L'entraîneur
- 1973 : Incident on a Dark Street (en), téléfilm de Buzz Kulik : Miles Henderson
- 1973 : Partners in Crime de Jack Smight : Le barman
- 1974 : Punch and Jody (en) de Barry Shear : Franz Butz / Delbert Clyde Butz
- 1978 : Kate Bliss and the Ticker Tape Kid (it) de Burt Kennedy : le contremaître de Devery
- 1978 : Crash (en) de Barry Shear : rôle non-spécifié
- 1979 : Goldie and the Boxer de David Miller : L'animateur de radio
- 1979 : Undercover with the KKK de Barry Shear : Ben Wright
- 1980 : The Dream Merchants de Vincent Sherman : Capitaine Casey